# Garrisonia
Garrisonia es un género de libélulas de la familia Libellulidae. Incluye una única especie.
- Garrisonia aurindae Penalva & Costa, 2007